# Eoanthidium semicarinatum
Eoanthidium semicarinatum är en biart som beskrevs av Pasteels 1972. Eoanthidium semicarinatum ingår i släktet Eoanthidium och familjen buksamlarbin. Inga underarter finns listade i Catalogue of Life.